# کوجی تسوجیتانی
کوجی تسوجیتانی (انگلیسی: Kōji Tsujitani; ۲۶ آوریل ۱۹۶۲ – ۱۷ اکتبر ۲۰۱۸) صداپیشگی در ژاپن، و بازیگر اهل ژاپن بود. وی بین سال‌های ۱۹۸۶ تا ۲۰۱۸ میلادی فعالیت می‌کرد.